# 謝爾蓋·高沙可夫

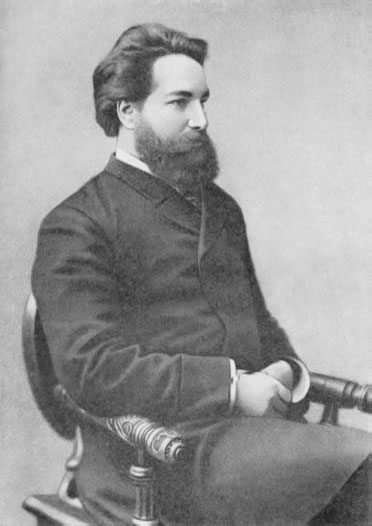
謝爾蓋·高沙可夫

謝爾蓋·謝爾蓋耶維奇·高沙可夫（俄语：Серге́й Серге́евич Ко́рсаков，1854年1月22日—1900年5月1日），俄國神經學家。

## 經歷
畢業於莫斯科國立大學，曾經訪問維也納，師事狄奧多·梅涅特。發現因大腦缺乏維生素B1而引起的失憶症，被命名為高沙可夫症候群或魏尼凱—高沙可夫症候群（Wernicke-Korsakoff syndrome）。